# Mario Draghi
Mario Draghi GColIH (Roma, 3 de setembro de 1947) é um banqueiro, político, economista italiano e ex-primeiro-ministro do seu país (Governo Draghi). Anteriormente, foi ainda presidente do Banco da Itália de 2006 a 2011 e presidente do Banco Central Europeu de 2011 a 2019.
Na função, foi membro dos Conselhos Directivos e Geral do Banco Central Europeu em Frankfurt, membro do Conselho de Administração do Banco de Compensações Internacionais em Basileia e representa a Itália nos Conselhos do Banco Internacional para Reconstrução e Desenvolvimento e do Banco Asiático de Desenvolvimento. Em abril de 2006 foi eleito presidente do Fórum de Estabilidade Financeira (que se tornou Conselho de Estabilidade Financeira em 2009) e em 2011 tomou posse como presidente do Banco Central Europeu.

## Biografia
Draghi graduou na Universidade de Roma "La Sapienza", em seguida, obteve um doutorado em economia pelo Massachusetts Institute of Technology, em 1976, sob a supervisão do laureado Nobel Franco Modigliani e Robert Solow. Foi professor titular da Universidade de Florença, de 1981 até 1991.
De 1984 a 1990 foi director-executivo do Banco Mundial.
Em 1991, tornou-se director-geral do Tesouro italiano, e realizou este cargo até 2001. Durante seu tempo no Tesouro, ele presidiu o comité que revisou a legislação societária e financeira italiana e elaborou a lei que regula os mercados financeiros italianos. Ele também é um antigo membro do conselho de vários bancos e empresas, como Ente Nazionale Idrocarburi (ENI), o IRI (Instituto para a Reconstrução Industrial), Banca Nazionale del Lavoro (BNL) e Sanpaolo IMI.
Ele foi, então vice-presidente e director executivo da Goldman Sachs e membro da comissão de gestão na empresa (2002-2005).
Ele é um administrador do Instituto de Estudos Avançados da Universidade de Princeton, e também da Brookings Institution, em Washington, D.C. Ele tem sido um companheiro do Instituto de Política na John F. Kennedy School of Government (Harvard University).
Em julho de 2022, sofreu uma moção de desconfiança pelo Parlamento italiano e em seguida apresentou sua renúncia.

## Presidência do BCE
Draghi foi frequentemente mencionado como um potencial sucessor de Jean-Claude Trichet, cujo mandato como presidente do Banco Central Europeu acaba Outubro de 2011. Então, em Janeiro de 2011, o jornal semanal alemão Die Zeit relatado, com referência à política de alto escalão decisores na Alemanha e França, que é "improvável" que Draghi vá ser escolhido como sucessor de Trichet. No entanto, em Fevereiro de 2011 a situação se tornou ainda mais complicada do que complicou quando o principal candidato alemão foi relatado para já não ser interessado nesta  posição. Em 13 de Fevereiro de 2011 Wolfgang Münchau, editor associado do Financial Times, endossou Draghi como o melhor candidato para o cargo acima referido.
Em 17 de maio de 2011 o Conselho da União Europeia -  ECOFIN aprovou uma recomendação sobre a nomeação de Mario Draghi como presidente do BCE. Em 24 de junho de 2011 os líderes da zona do euro nomearam Mario Draghi para ser o próximo presidente do Banco Central Europeu (BCE).
Em 10 de maio de 2016, Draghi provocou uma onda de conversar a respeito da concepção de "helicopter money" após declarar em conferência que acha o conceito muito interessanteː
Nós ainda não analisamos ou falamos sobre helicopter money. É um conceito muito interessante que está sendo discutido por economistas acadêmicos em vários ambientes. Nós ainda não estudamos, de fato, o conceito. Prima facie, esse tema claramente envolve complexidades, tanto em termos contábeis como em termos legais, para a nossa visão. Analisando-se o termo helicopter money, podemos denotar significados diferentes, então ainda precisamos adereçar essa questão.

## Vida pessoal
Em 1973, Mario Draghi casou-se com Serena Cappello, especialista em literatura inglesa, com quem tem dois filhos: Federica, que trabalhou como diretora de investimentos da Genextra Spa e membro do conselho do Italian Angel for Biotechis, e Giacomo, analista de finanças, que trabalhou como trader de derivativos de taxa de juros no banco de investimento Morgan Stanley até 2017, e agora está no fundo de cobertura LMR Partners.
Draghi é um católico romano de educação jesuíta e é devoto a Santo Inácio de Loyola. Draghi vive em Città della Pieve, Umbria, com sua família. Ele é um ávido apoiador do A.S. Roma, o time de futebol de sua cidade natal, e um grande fã de basquete.

## Prêmios e homenagens
|  | Cavaleiro de Grã-Cruz da Ordem do Mérito da República Italiana – premiado em 5 de Abril de 2000 |

- 2009 - Distinção honorária em Estatística (Universidade de Pádua)
- 2010 - Mestre honorário em Administração de Empresas (Vicenza, fundação CUOA)
- Grande-Colar da Ordem do Infante D. Henrique (19 de Junho de 2019)[21]